# Hatvany Lili
Hatvany Lili (Hatvan, 1890. június 8. – Manhattan, New York, USA, 1968. október 7.) magyar írónő. Hatvany-Deutsch József lánya.

## Életpályája
A Színházi Élet kritikusaként működött az 1920-as években. Az 1930-as évek végén Amerikába ment. New Yorkban telepedett le.
Többnyire a gazdagok életének ábrázolója, s bár hősei túlnyomóan a nemzetközi élet figurái, történeteikben mégis a budapesti élet elevenedik meg. Témái, munkái merész hangvételűek, s igen népszerűek voltak.

## Művei
- Noé bárkája (színmű, 1918)
- Első szerelem (színmű, 1920)
- Ők (elbeszélés, 1922)
- Barcarola (színmű, 1924)
- Az az ember (regény, 1926)
- A csodálatos nagymama (vígjáték, 1927)
- Az első férfi (színmű, 1927)
- Asszonyok egymás közt (elbeszélés, 1928)
- Útközben (regény, 1928)
- Ma este vagy soha/Tonight or Never (vígjáték, 1931)
- A varázsige (vígjáték, 1932)
- Lánc (színmű, 1934)
- Egy jósnő és hét áldozat (regény, 1934)
- Bárban (elbeszélés)[1]
- En Garde! (játék három felvonásban)
- Az az ember... (regény)
- Ételművészet, Életművészet (dr. Györki Bélával) (fordítás)
- Kilencágú korona (színmű, Hunyady Sándorral, 1936)
- My kingdom for a cook (1943)

## Családja
Első férje 1913 és 1925 között Madarassy-Beck Gyula. Később újra férjhez ment. Anyai ágon unokatestvére a költő és iparművész Lesznai Anna.